# Subsecretaria do Patrimônio Cultural, Intervenção Urbana, Arquitetura e Design do Rio de Janeiro
Subsecretaria do Patrimônio Cultural, Intervenção Urbana, Arquitetura e Design, é o órgão da Secretaria Municipal de Cultura da Prefeitura do Município do Rio de Janeiro que tem por finalidade a proteção e conservação do patrimônio cultural existente no município. Foi criada por Decreto Municipal de 1 de janeiro de 2009 (Diário Oficial do Rio nº 196/2009) e tem as suas origens no antigo Departamento Geral de Patrimônio Cultural.
Atua na mesma modalidade de congêneres, federal (IPHAN) e estadual (INEPAC), fazendo pesquisas e elaborando estudos tendentes ao tombamento dos bens do patrimônio cultural, histórico e artístico ou paisagístico.
A partir de 1992, a prefeitura passou a desenvolver um trabalho de preservação do ambiente construído através da criação das ÁREAS DE PROTEÇÃO DO AMBIENTE CULTURAL (APAC), valorizando o conjunto para a proteção de uma determinada área, independentemente do valor individual de cada imóvel nela existente.

## Patrimônio cultural
Segundo a diretriz do Decreto-Lei federal nº 25, de 30 de novembro de 1937, patrimônio cultural, histórico e artístico, é o conjunto dos bens móveis e imóveis cuja conservação seja de interesse público, quer por sua vinculação a fatos memoráveis da História, quer por seu excepcional valor arqueológico ou etnográfico, bibliográfico ou artístico.
Para o Estado do Rio de Janeiro existe legislação própria, o Decreto-Lei nº 2, de 11 de abril de 1969, que completa as disposições da lei federal.

## Galeria

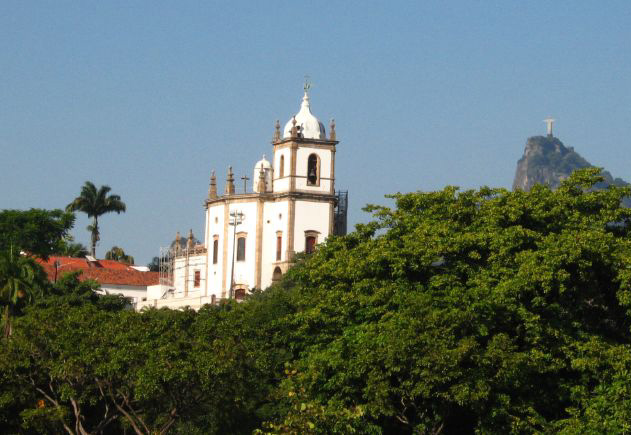
Igreja de N.S. da Glória do Outeiro
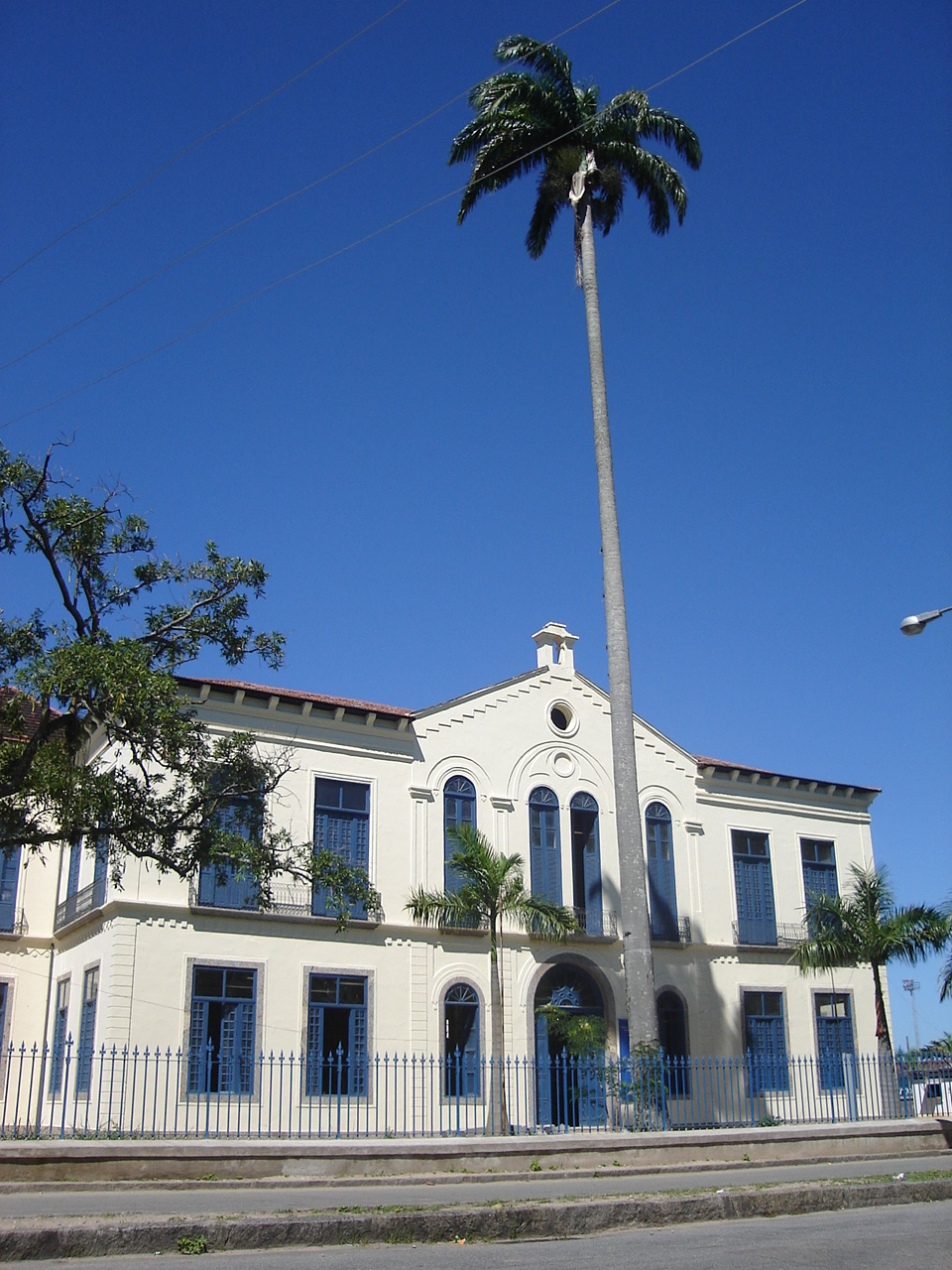
Palacete Princesa Isabel
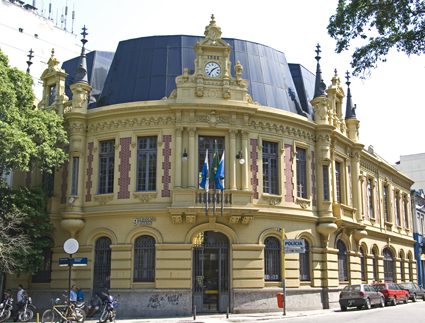
Delegacia Policial do Catete
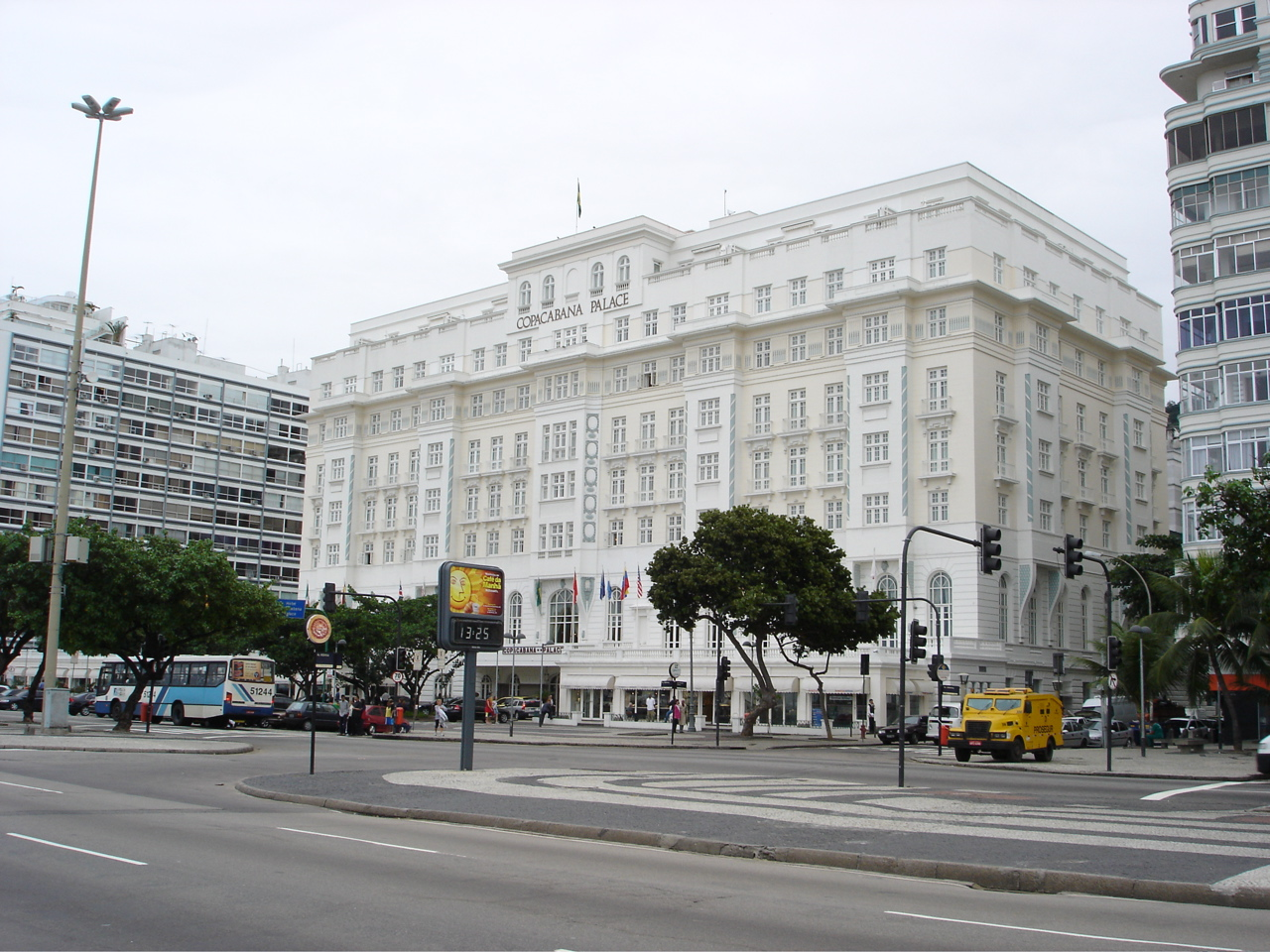
Hotel Copacabana Palace